# Arlete Heringer
Arlete Heringer (Manhumirim , 5 de julho de 1968) é uma atriz e jornalista brasileira.

## Carreira
Começou a carreira no teatro, no Grupo Divulgação, de Juiz de Fora, onde atuou em diversos espetáculos dirigidos por José Luiz Ribeiro. Depois que se mudou para o Rio de Janeiro, fez sua estreia na TV,  atuando em novelas como Laços de Família, Mulheres Apaixonadas e América. Também teve participação especial em Sete Pecados. No teatro, fez diversas peças adultas e infantis, como "A Aurora da Minha Vida", de Naum Alves de Souza, e "O Burguês Fidalgo", de Molière e "Bem do seu Tamanho", de Ana Maria Machado. No cinema, atuou em Mulheres do Brasil, de Malu de Martino.
Como jornalista, fez parte da equipe do Fantástico, do Jornal Nacional e do Globo Repórter, da Rede Globo. Arlete Heringer trabalhou em rádio e atuou em comerciais de tv. É formada em Radialismo e em Jornalismo pela UFJF e tem pós graduação em Marketing pela ESPM/Rio. Atualmente integra a equipe do Globo Repórter. 
É autora do livro Paguei o Maior Mico. 

## Filmografia

### Televisão
Como atriz
| 2000 | Laços de Família     | Marta           |
| 2003 | Mulheres Apaixonadas | Yvone Barros    |
| 2005 | América              | Madá            |
| 2007 | Sete Pecados         | Marina Moliere  |
| 2010 | Malhação             | Márcia Carneiro |
| 2012 | Salve Jorge          | Jerusa          |

Como jornalista
- Fantástico
- Jornal Nacional
- Globo Repórter

### Cinema
- 2006 - Mulheres do Brasil .... Janara
- 2013 - Hamartia - Ventos do Destino.... Juliana

## Ligações Externas
- Arlete Heringer. no IMDb.